# 吉德拉尔县
吉德拉尔县是巴基斯坦开伯尔-普什图省的一个县，位于该省最北端。西邻阿富汗，东邻巴控克什米尔，南邻斯瓦特县和上第尔县。总面积14,850 km²，是西北边境省面积最大的县。总人口318,689(1998)。当地主要语言为科瓦語。该县尚存着一个古老而独特的小民族——卡拉什人，他们人口只有6千人，据称是古希腊人的后代，他们仍保留着古老的传统信仰。海拔7,708米的蒂里杰米尔峰位于该县境内。

## 行政区划
吉德拉尔县分为6个乡。
- 吉德拉尔
- Drosh
- Lotkuh
- Mastuj
- Mulkoh
- Turkoh